# Distretto di Jimo
Il distretto di Jimo (即墨区S, Jímò QūP) è un distretto della Cina, situato nella provincia dello Shandong e amministrato dalla prefettura di Tsingtao.